# Museum Vaals

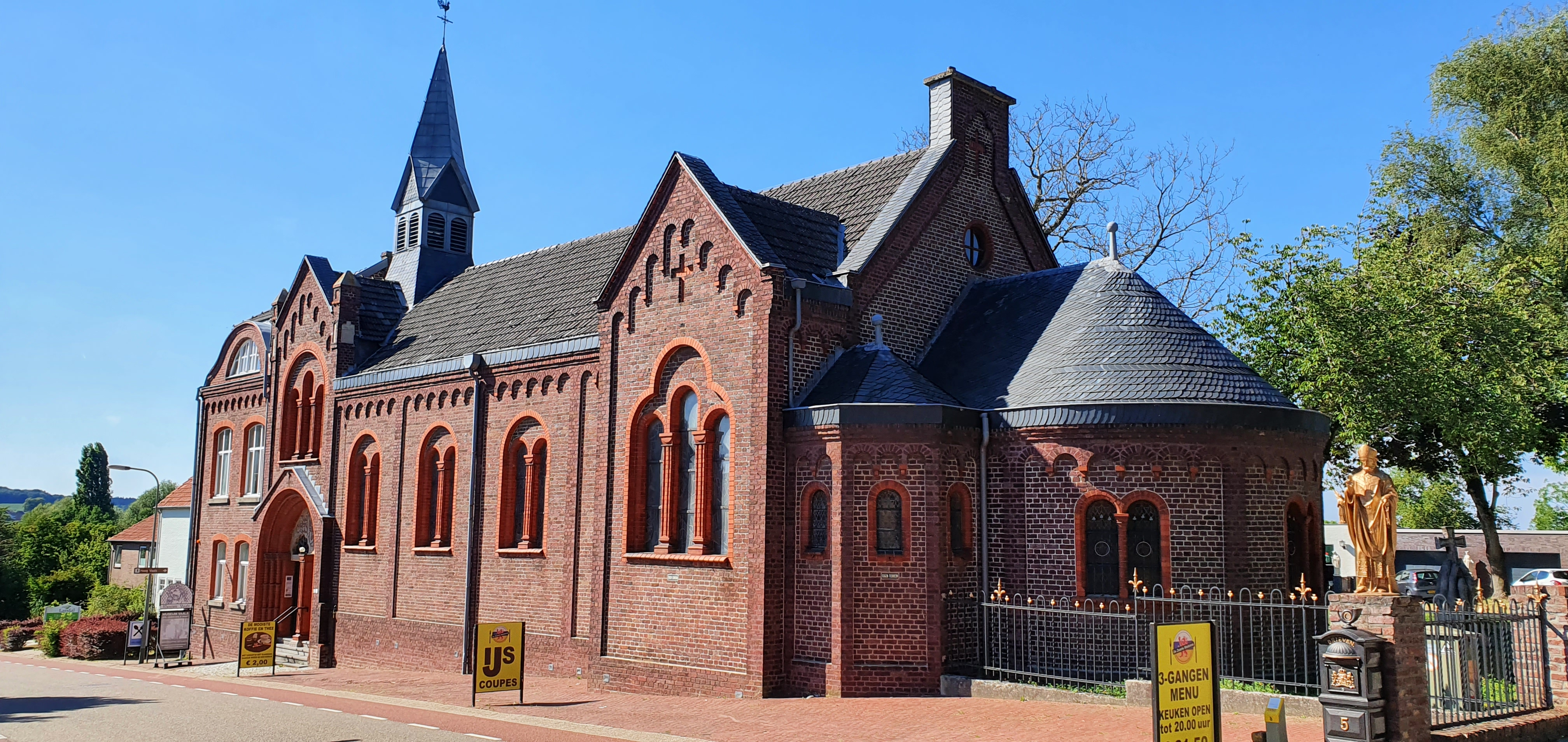
Het museum in de voormalige kloosterkapel

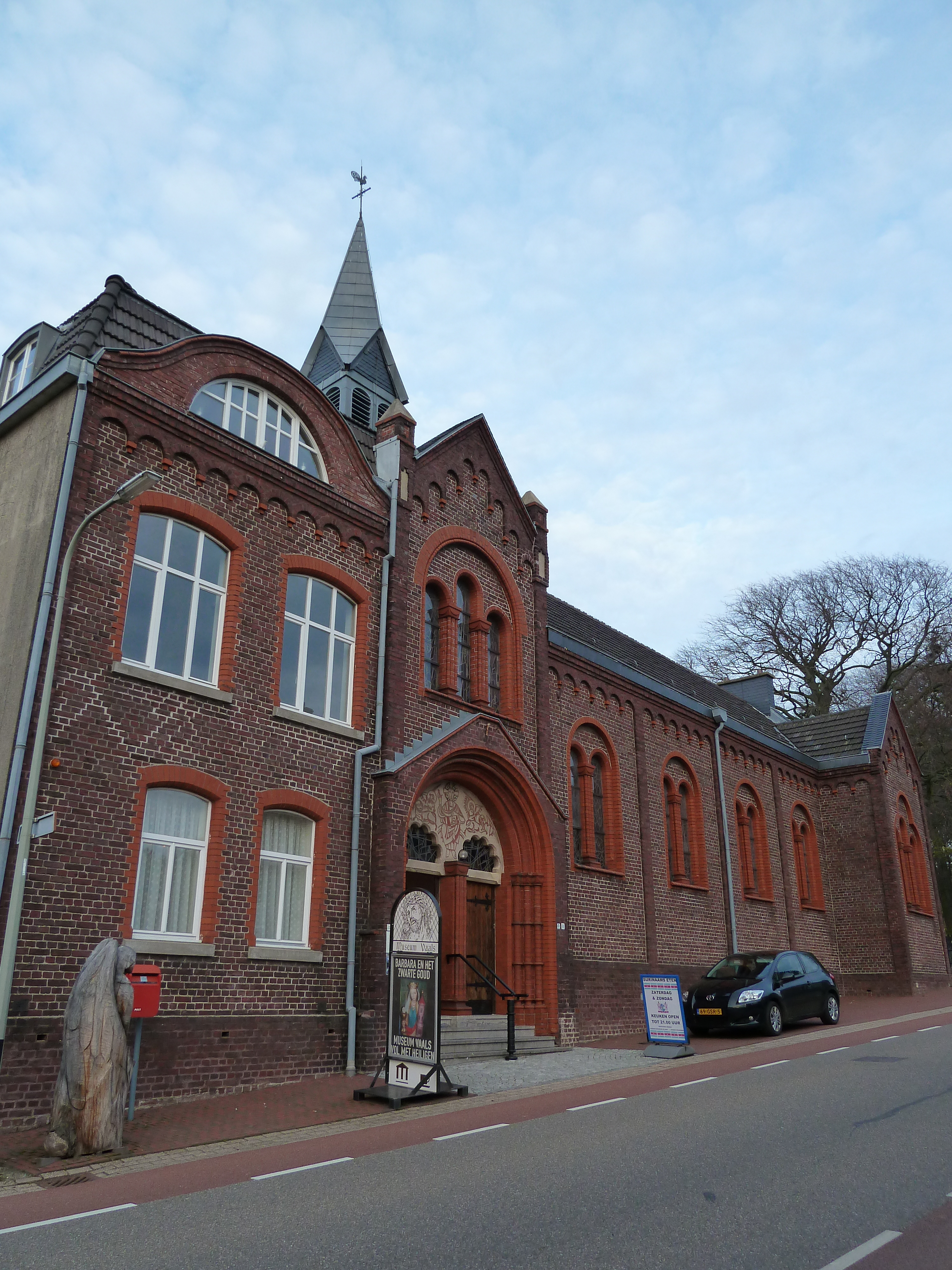
De ingang van het museum

Museum Vaals is een museum dat gevestigd is in de kapel van het voormalige Camillianenklooster De Esch in de plaats Vaals in de Nederlandse provincie Limburg. 
De Stichting museum Vaals beheert een verzameling van meer dan 200 heiligenbeelden en voorwerpen van kerkelijke kunst. Op het terrein bevindt zich ook een museumcafé en tussen het museumcafé en de kapel bevindt zich het voormalige klooster. Verder is er ook een museumtuin.

## Geschiedenis
Nadat er in 2007 voor het laatst gekerkt was in de kapel, werd in het voorjaar van 2009 het heiligenbeeldenmuseum geopend in de monumentale, in 1908 gebouwde neoromaanse kloosterkapel van het voormalige klooster. In januari 2013 organiseerde het museum een inzamelingsactie van religieuze artikelen en parafernalia, om te zorgen dat deze niet zouden worden weggegooid, maar bewaard als voorbeeld van dit stukje religieus erfgoed. Het ging daarbij om artikelen zoals mariabeeldjes, bidprentjes en rozenkransen.

## Collectie
Het museum heeft een collectie die bestaat uit meer dan 200 heiligenbeelden die stammen uit de periode 1850-1920. De beelden hebben afmetingen van 1 meter tot 3,5 meter hoog en worden tentoongesteld in de kloosterkapel die voorzien is van gebrandschilderde ramen en wand- en plafondschilderingen. Tevens worden er  wisselende tentoonstellingen gehouden met werk van moderne kunstenaars.
In de museumtuin zijn meerdere sculpturen opgesteld.